# Érudition
« Érudit » redirige ici. Pour les autres significations, voir Érudit (homonymie).

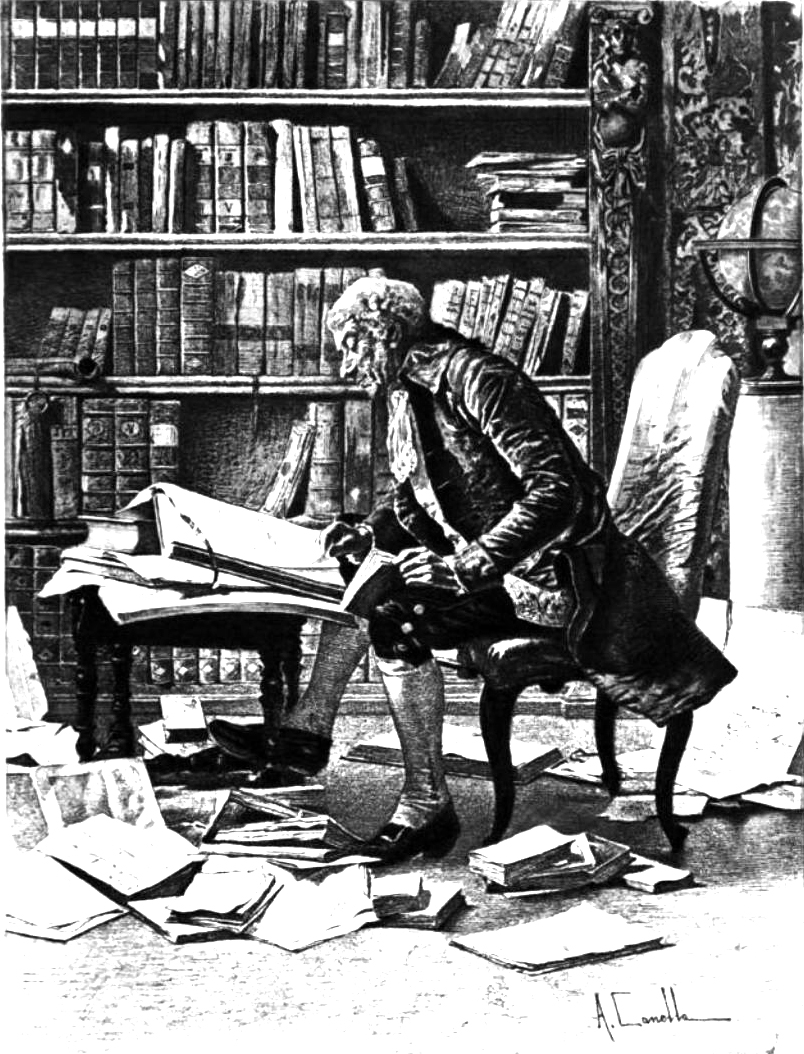
Un chercheur érudit.

L'érudition, du latin eruditio (« instruction, connaissance, science, érudition, enseignement »), désigne une connaissance profonde et étendue d'un sujet large résultant de l'étude et de la lecture des documents consacrés à celui-ci plutôt qu'à des études scolaires.

## Définition
Selon le CNRTL, l'érudition peut être définie comme la « Pratique d'une méthode consistant à rassembler des documents nombreux et souvent exhaustifs autour d'une recherche ».
L'Encyclopédie en donne la définition suivante :

« L’érudition, considérée par rapport à l’état présent des lettres, renferme trois branches principales, la connaissance de l’Histoire, celle des Langues, et celle des Livres. […] La connaissance des livres suppose, du moins jusqu’à un certain point, celle des matières qu’ils traitent, et des auteurs ; mais elle consiste principalement dans la connaissance du jugement que les savants ont porté de ces ouvrages, de l’espèce d’utilité qu’on peut tirer de leur lecture, des anecdotes qui concernent les auteurs et les livres, des différentes éditions et du choix que l’on doit faire entre elles. »